# Acanthoscelides helenae
Acanthoscelides helenae là một loài bọ cánh cứng trong họ Bruchidae. Loài này được Kingsolver miêu tả khoa học năm 1985.